# Bullet VD
| VD ist das Kürzel für den Kanton Waadt in der Schweiz. Es wird verwendet, um Verwechslungen mit anderen Einträgen des Namens Bullet zu vermeiden. |

Bullet ([bylɛ], im einheimischen frankoprovenzalischen Dialekt [(a) byˈlɛ]) ist eine politische Gemeinde im Distrikt Jura-Nord vaudois des Kantons Waadt in der Schweiz.

## Geschichte
Die erste schriftliche Erwähnung des Ortes erfolgte 1323 unter dem Namen Buleto. Bullet war bis 1536 Teil der Herrschaft Sainte-Croix. Danach gehörte es bis zum Ende des Ancien Régime zur Vogtei Yverdon, die unter bernischer Herrschaft stand. Nach dem Zusammenbruch des Ancien Régime gehörte Bullet von 1798 bis 1803 während der Helvetik zum Kanton Léman, der anschliessend nach der Mediation im Kanton Waadt aufging. Bullet wurde dabei dem Bezirk Grandson zugeteilt. Einem Dorfbrand fielen 1744 zahlreiche Häuser zum Opfer.

## Geographie
Bullet liegt auf 1143 m ü. M., 8 km nordwestlich der Bezirkshauptstadt Yverdon-les-Bains (Luftlinie). Das Dorf erstreckt sich auf dem offenen, nach Süden geneigten Hang der Jurakette des Chasseron, in sonniger und aussichtsreicher Lage rund 700 m über der Ebene des Schweizer Mittellandes. Bei klarem Wetter bietet sich von Bullet ein Alpenpanorama vom Mont Blanc bis in die Region des Säntis.
Die Fläche des 16,9 km² grossen Gemeindegebiets umfasst einen Abschnitt am Südhang der Chasseron-Kette. Der Gemeindeboden reicht von der Kante oberhalb des Steilhangs Côte de Vugelles nach Norden über die auf rund 1200 m ü. M. liegende Vorterrasse des Chasseron und den Waldhang La Grande Joux bis auf den Kamm des Chasseron, der mit 1608 m ü. M. den höchsten Punkt von Bullet bildet. Südwestlich des Gipfels befinden sich die Petites Roches (1583 m ü. M.) und nordöstlich die Höhe von Les Cernets (1454 m ü. M.). Ein kleiner Gemeindeteil liegt westlich des Chasseron in einem Ausräumungskessel, der mit dem Flüsschen Buttes zur Areuse entwässert wird. Nach Nordosten erstreckt sich das Gebiet über die Vorterrasse des Chasseron mit den Höhen Petit Suard (1234 m ü. M.) und Les Coutettes (1222 m ü. M.) und umfasst auch die Mulde La Combe. In diesem Bereich gibt es Überreste von Moränen des eiszeitlichen Rhonegletschers. Auf dem breiten Kamm der Antiklinale des Chasseron befinden sich ausgedehnte Jurahochweiden mit den typischen mächtigen Fichten, die entweder einzeln oder in Gruppen stehen. Von der Gemeindefläche entfielen 1997 5 % auf Siedlungen, 46 % auf Wald und Gehölze, 49 % auf Landwirtschaft, und etwas mehr als 1 % war unproduktives Land.
Zu Bullet gehören die Ortsteile Les Rasses (1188 m ü. M.) am Südhang der Petites Roches, Les Cluds (1210 m ü. M.) und Les Crosats (1206 m ü. M.) und La Frête (auch La Frêtaz genannt, 1210 m ü. M.) auf der Vorterrasse des Chasseron sowie zahlreiche Einzelhöfe weit verstreut auf den Jurahöhen. Nachbargemeinden von Bullet sind Sainte-Croix, Fiez, Fontaines-sur-Grandson, Grandevent, Novalles, Vugelles-La Mothe und Vuiteboeuf.

### Klima

Luftbild (1970)

Für die Normalperiode 1991–2020 betrug die Jahresmitteltemperatur 6,4 °C, wobei im Januar und Februar mit −0,9 °C die kältesten und im Juli mit 14,8 °C die wärmsten Monatsmitteltemperaturen gemessen wurden. Im Mittel sind hier rund 117 Frosttage und 38 Eistage zu erwarten. Sommertage gibt es im Jahresmittel 4 bis 5, Hitzetage sind keine zu verzeichnen. Die Messstation von MeteoSchweiz liegt auf einer Höhe von 1205 m ü. M.
|                        | Jan  | Feb  | Mär  | Apr  | Mai  | Jun  | Jul  | Aug  | Sep  | Okt  | Nov  | Dez  |   |       |
| Mittl. Temperatur (°C) | −0,9 | −0,9 | 1,9  | 5,1  | 9,1  | 12,7 | 14,8 | 14,6 | 10,7 | 7,2  | 2,7  | 0,0  | ⌀ | 6,5   |
| Mittl. Tagesmax. (°C)  | 1,8  | 2,0  | 5,2  | 8,9  | 12,9 | 16,7 | 18,9 | 18,5 | 14,3 | 10,4 | 5,5  | 2,7  | ⌀ | 9,9   |
| Mittl. Tagesmin. (°C)  | −3,6 | −3,7 | −1,1 | 1,8  | 5,5  | 8,9  | 10,9 | 11,0 | 7,6  | 4,4  | 0,0  | −2,7 | ⌀ | 3,3   |
|                        |      |      |      |      |      |      |      |      |      |      |      |      |   |       |
| Niederschlag (mm)      | 106  | 87   | 93   | 90   | 118  | 115  | 116  | 120  | 102  | 121  | 110  | 126  | Σ | 1304  |
|                        |      |      |      |      |      |      |      |      |      |      |      |      |   |       |
| Sonnenstunden (h/d)    | 2,7  | 3,5  | 4,6  | 5,1  | 5,5  | 6,4  | 6,9  | 6,4  | 5,0  | 3,7  | 2,7  | 2,5  | ⌀ | 4,6   |
|                        |      |      |      |      |      |      |      |      |      |      |      |      |   |       |
| Regentage (d)          | 11,5 | 10,1 | 10,5 | 10,8 | 13,0 | 11,8 | 11,0 | 11,1 | 9,9  | 11,6 | 11,0 | 12,2 | Σ | 134,5 |
|                        |      |      |      |      |      |      |      |      |      |      |      |      |   |       |
| Luftfeuchtigkeit (%)   | 80   | 79   | 77   | 75   | 78   | 77   | 75   | 77   | 82   | 83   | 81   | 81   | ⌀ | 78,7  |

| −3,6 |

| −3,7 |

| −1,1 |

| 1,8 |

| 5,5 |

| 8,9 |

| 10,9 |

| 11,0 |

| 7,6 |

| 4,4 |

| 0,0 |

| −2,7 |

| −3,6 |

| −3,7 |

| −1,1 |

| 1,8 |

| 5,5 |

| 8,9 |

| 10,9 |

| 11,0 |

| 7,6 |

| 4,4 |

| 0,0 |

| −2,7 |

## Bevölkerung
Mit 678 Einwohnern (Stand 31. Dezember 2023) gehört Bullet zu den kleinen Gemeinden des Kantons Waadt. Von den Bewohnern sind 92,3 % französischsprachig, 5,8 % deutschsprachig und 0,8 % italienischsprachig (Stand 2000). Die Bevölkerungszahl von Bullet belief sich 1860 auf 767 Einwohner, 1900 auf 631 Einwohner. Besonders von 1950 bis 1980 (436 Einwohner) wurde eine starke Abwanderung verzeichnet. In den letzten Jahrzehnten ist wieder eine steigende Tendenz zu beobachten.

## Wirtschaft und Verkehr
Bullet war lange Zeit ein hauptsächlich durch die Landwirtschaft geprägtes Dorf, wobei Viehzucht und Milchwirtschaft noch heute vorherrschen. Gegen Ende des 18. Jahrhunderts erlebte das Dorf einen wirtschaftlichen Aufschwung durch die Uhrenindustrie. Ab Mitte des 19. Jahrhunderts bis ins 20. Jahrhundert war die Musikautomatenherstellung von Bedeutung.
Die Gemeinde liegt abseits der grösseren Durchgangsstrassen. Die Hauptzufahrt erfolgt durch eine Abzweigung von der Hauptstrasse von Yverdon nach Sainte-Croix. Ferner hat Bullet eine direkte Strassenverbindung mit Sainte-Croix und Mauborget. Durch einen Postautokurs nach Sainte-Croix ist Bullet an das Netz des öffentlichen Verkehrs angeschlossen.

## Tourismus
Nach der Eröffnung der Bahnlinie Yverdon – Sainte-Croix im Jahr 1893 entwickelte sich der Ortsteil Les Rasses zu einem Erholungsort. Erst nach 1930 ging der Fremdenverkehr zurück. Nachdem seit 1960 zahlreiche Ferienhäuser und -wohnungen erstellt wurden, ist Les Rasses heute vor allem als Wintersportort bekannt. Es gibt mehrere Skilifte am Hang der Petites Roches. Auf der Vorterrasse des Chasseron werden im Winter über 95 km Langlaufloipen gespurt. Die Gegend um den Chasseron ist auch im Sommer ein beliebtes Ausflugsziel für ausgedehnte Wanderungen.

### Sehenswürdigkeiten
Der heutige Bau der reformierten Kirche stammt von 1887. Eine erste Kapelle ist bereits 1569 erwähnt; 1663 wurde Bullet eigene Pfarrei. Die beim grossen Dorfbrand zerstörte Kirche wurde rasch wiederaufgebaut, brannte aber 1886 erneut ab. Im alten Ortskern sind einige Häuser aus dem 18. und 19. Jahrhundert erhalten.

## Persönlichkeiten
- Filip Leu (* 1967), Schweizer Tätowier-Künstler